# Catherine Ngwang
Catherine Ngwang Give est une athlète camerounaise, spécialiste des courses de fond.

## Biographie
En 1996, elle remporte la médaille de bronze du 5 000 m aux championnats d'Afrique organisés à Yaoundé, en 19 min 27 s 39.
Dans les années 2000, elle remporte à 5 reprises (2000, 2002, 2004, 2007 et 2008) la course de l'espoir (ascension du Mont Cameroun). Elle bat même le record de la compétition en 2002, avec un temps de 5 h 20 min 03 s. Ce record sera battu en 2012 par Yvonne Ngwaya. Elle apparait dans le documentaire Volcanic Sprint consacré à cette course en 2007.

### Palmarès
| Date | Compétition            | Lieu    | Résultat | Épreuve | Performance    |
| ---- | ---------------------- | ------- | -------- | ------- | -------------- |
| 1996 | Championnats d'Afrique | Yaoundé | 3e       | 5 000m  | 19 min 27 s 39 |

### Records personnels
| Épreuve  | Épreuve   | Performance     | Lieu  | Date         |
| -------- | --------- | --------------- | ----- | ------------ |
| Marathon | Plein air | 3 h 07 min 15 s | Limbé | 11 juin 2000 |